# Huzesztán tartomány
Huzesztán tartomány (perzsául استان خوزستان [Ostân-e Ḫuzestân]) Irán 31 tartományának egyike az ország délnyugati részén, a Perzsa-öböl partján. Északnyugaton Ilám, északon Loresztán, északkeleten Iszfahán, keleten Csahármahál és Bahtijári valamint Kohgiluje és Bujer Ahmad, délkeleten Busehr, délen a Perzsa-öböl, nyugaton pedig Irak határolja. Székhelye Ahváz városa. Területe 64 055 km², lakossága a 2016-os népszámlálás szerint 4 710 509 fő.

## Népesség
A tartomány népessége az alábbiak szerint alakult:
| Lakosok száma | 4 274 979 | 4 531 720 | 4 710 509 |
|               | 2006      | 2011      | 2016      |

## Közigazgatási beosztása
Huzesztán tartomány 2021 decemberi állás szerint 29 megyére (sahrasztán) oszlik. Ezek: Ábádán, Ahváz, Andiká, Andimesk, Ágádzsári, Bág-e Malek, Bávi, Behbahán, Dast-e Ázádegán, Dezful, Dezpárt, Gotvand, Ize, Haftgel, Hamidije, Hendidzsán, Horramsahr, Hovejze, Karhe, Kárun, Láli, Máhsahr, Maszdzsed-Szolejmán, Omidije, Rámhormoz, Rámsir, Sádegán, Sus, Sustar,

## Története
Huzesztán (régi perzsa és arabos ejtéssel Húzisztán) a középkorban is önálló tartomány volt: a Kárun (korabeli nevén Dudzsajl, azaz Kis-Tigris) és mellékfolyóinak (pl. a Dez, Kuhrang), illetve a Karhe alluviális síkságát magába foglaló tartomány központja kezdettől fogva Ahváz volt.

Arab lakossága már a múltban is autonómiát követelt magának az iráni államtól. A kérdés Irán és az arab államok közötti kapcsolatokban gyakorta okozott súrlódást. Így az 1980-tól 1988-ig tartó irak–iráni háborúnak is egyik ürügye volt, s nagyon sok huzesztáni arab támogatta Szaddám Huszein iraki elnököt.
Az elszakadási törekvések a tartományban már 1922 óta folyamatosak. 1999 óta újból megerősödött a szeparatizmus, amely véres terrorcselekmények formájában is megmutatkozott. A szeparatistákat valószínűleg Szaúd-Arábiából támogatják, de Európában is lobbiznak Huzesztán függetlenségéért.

## Fordítás
Ez a szócikk részben vagy egészben  a(z)   استان‌های ایران című perzsa Wikipédia-szócikk ezen változatának fordításán alapul.  Az eredeti cikk szerkesztőit annak laptörténete sorolja fel. Ez a jelzés csupán a megfogalmazás eredetét és a szerzői jogokat jelzi, nem szolgál a cikkben szereplő információk forrásmegjelöléseként.